# Infinitezimální hodnota

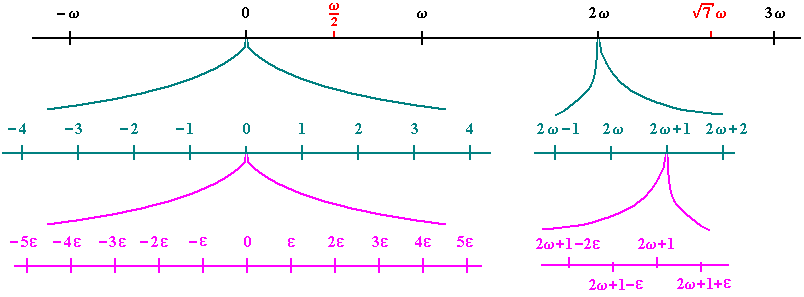
Nekonečně malé (ε) a nekonečné (ω) na hyperreálné číselné ose ve třech různých měřítcích, každé zvětšené nekonečně. Platí 1/ε = ω/1. Na prvním řádku nelze rozeznat konečná čísla, protože jsou všechna nedozírně blízko k nule. Ve druhém řádku jsou nekonečně malá, téměř nulová a ve třetím řádku jsou nekonečná, téměř nedozírná. Licence: CC BY-SA 3.0

Infinitezimální nebo nekonečně malé číslo je číslo, jehož absolutní hodnota je menší než jakékoliv kladné reálné číslo. Číslo x je infinitezimální právě tehdy, když pro každé celé číslo n je |nx| menší než 1, přitom nezáleží na velikosti n. V tomto případě je 1/x v absolutní hodnotě větší než jakékoliv reálné číslo. Nenulové infinitezimály tedy nejsou reálná čísla, takže „operace“ s nimi nejsou běžné.